# Йоан Кръстител
Вижте пояснителната страница за други значения на Йоан Кръстител.
Йоан Кръстител (старобългарски: Іѡаннъ Крестѧи, старогръцки: Ἰωάννης ὁ βαπτίζων), известен и като Йоан Предтеча, е братовчед и предшественик на Иисус Христос, който според Евангелието, предсказва пришествието на Месията (Христа).
Отшелник в пустинята. След това извършва ритуал на водно кръщение, във водите на река Йордан, на големи множества хора.
В исляма Йоан Кръстител е сред пророците, като обикновено е наричан с арабската форма на името му Яхия.

## Биография
Йоан Кръстител се ражда половин година преди Иисус Христос. Син е на свещеник на име Закария – от рода на Аарон и на жена му, праведната Елизавета – от рода Давидов. Както разказва евангелистът Лука, архангел Гавраил се явява на баща му в Йерусалимския храм и възвестява зачеването на сина му, след като води дългогодишен благочестив живот до преклонна старост, но е лишен от утехата да има дете. Така най-накрая в семейството се ражда син, измолен с горещи молитви. Йоан избягва участта на младенците, избити във Витлеем и околностите му, в опита на цар Ирод Велики да ликвидира Иисус, скоро след раждането му и впоследствие, когато е на около 29 години, Йоан изнася своите проповеди за скорошното му идване; вероятно след около година е убит, по заповед на тетрарха на Галилея Ирод Антипа.

## По Евангелието
Според Евангелието Йоан води аскетичен живот по бреговете на река Йордан, носи груби одежди от камилска вълна и се храни с див мед и акриди (скакалци) (Мк. 1:6) След като навършва 30 години, започва да проповядва. Той извършва обичайното за юдаизма ритуално измиване миква, придавайки му нов духовен смисъл и придобива голяма популярност сред жителите на Йерусалим от всички социални класи. Сред кръстените от него е и Иисус Христос (Богоявление), за което самият той настоява, макар Йоан да не се счита достоен за това и да обяснява, че би трябвало да си разменят ролите.
По-късно Йоан Кръстител попада в затвора на пребиваващия в Йерусалим цар Ирод Антипа, тикнат там за критиките, които му отправя по повод неблагочестивата му връзка с Иродиада – която е била женена на неговия роден брат Филип. На рождения си ден Ирод дава пиршество и дъщерята на Иродиада – Саломе, танцува за него и той е толкова впечатлен, че ѝ се заклева, че ще ѝ даде каквото поиска. Саломе пита майка си какво да пожелае, а тя ѝ отговаря „Главата на Йоана Кръстителя“. Ирод дава заповед да отрежат главата на Йоан и да ѝ я донесат на тепсия.

Иродиада нарежда да не погребват главата на Йоан Кръстител заедно с тялото, тъй като се страхува от възкресение на страшния пророк. Затова я заравят на тайно и неизвестно място дълбоко в земята, обаче нейната придворна Йоана, жената на Хуза, не може да търпи главата на един Божи човек да остане на това безвестно място и тайно я откопава и я отнася в Йерусалим, където я погребва на Елеонския хълм, известен и като Елеонската гора. Когато цар Ирод Антипа, който остава в неведение за тези неща, научава вестите за чудесата на Иисус, той реагира така:
| „ | Това е Йоан, когото аз обезглавих. Той е възкръснал от мъртвите. | “ |

## Пророк в исляма
Йоан, наричан Яхия (на арабски: يحيى), е сред пророците в исляма. В ислямската традиция той е пророкът, който помага на пророка Иса, както Харун (Аарон) помага на Муса (Мойсей). Яхия е свързван с неговото въздържание и аскетизъм.
Следните аяти от Корана са посветени на Яхия:
| “ | 12 – 15. „О, Яхя, твърдо се придържай към Писанието!“ И дадохме му Ние мъдростта още като дете, и състрадание от Нас, и чистота. И бе богобоязлив, и нежен с родителите си. И не бе насилник, непокорник. Мир нему в деня, когато бе роден и в деня, когато ще умре, и в Деня, когато ще бъде възкресен!— превод Цветан Теофанов, I изд. | ” |

## Мощи на светеца
Твърди се, че по-късно един богат човек, след като се покръства, се обрича на бедност и се замонашава с името Инокентий, избирайки за място на килията си там, където е погребана главата на Йоан Кръстител, и я намира, поставена в един съд, докато копае за основи на постройката. По тайнствен начин му е явено, че е на Предтечата. По Божията промисъл тази чудотворна глава се предава от ръка на ръка до времето, когато в Константинопол властва вдовицата на император Теофил Теодора – майка на император Михаил III. Пренасянето на главата в столицата на Византия се приписва, освен на нея, също и на патриарх Игнатий. Според други източници главата на Йоан Кръстител е погребана в църква, основана от царица Елена (майката на Константин Велики) по време на поклонението ѝ по Светите земи и носеща неговото име. Църквата „Св. Йоан Кръстител“ в Дамаск просъществува до 635 г., когато мюсюлманите завземат града и я превръщат в джамия, известна днес като Омаядската джамия или Голямата джамия. Тя е сред най-големите в света, а в нея се съхранява глава, за която се смята, че е на Йоан Кръстител – открита при археологически разкопки. През 2001 г. папа Йоан-Павел II посещава Дамаск и Омаядската джамия и се покланя на мощите му. Така става първият папа, влязъл в джамия.
В специалния отдел на музея Топкапъ сарай (дворец на османските владетели) в Истанбул са изложени и няколко от най-свещените за мюсюлмани, християни и юдеи реликви. Сред тях, освен вещите на пророка Мохамед, са също: стъпка на пророка Моисей, жезълът на същия велик пророк и обкована в злато и сребро ръка на свети Йоан Предтеча.
Повечето от мощите на светеца най-вероятно се съхраняват в Александрия, където още средновековни източници посочват, че тялото почива. Намереният скелет на мъж с липсваща глава, датиран към I в., потвърждава доколкото е възможно това твърдение.
На 28 юли 2010 в България при археологическите проучвания на средновековния манастир „Свети Йоан Кръстител“ на остров Свети Иван, близо до Созопол, в основите на най-старата му църква, построена в края на IV – началото на V век, при разчистването на основата на олтарната маса на дълбочина 0,6 m под пода, професор Казимир Попконстантинов откри мраморен реликварий (мощехранителница) с форма на малък саркофаг, дълъг 18 cm и висок 14 cm. Реликварият от алабастър съдържа части от ръка, лицева част и зъб. Появяват се съобщения в медиите и репортажи, че според някои български учени откритите мощи принадлежат на свети Йоан Предтеча и са донесени в Созопол в IV век от Константинопол. През юни 2012 година екип на професорите Том Хигам от Оксфордския университет и Ханес Шрьодер от Университета в Копенхаген публикуват ДНК-анализ, според който всички намерени частици са на един и същ човек, който е живял в Близкия изток в началото на I век. Мощите се съхраняват в созополската църква „Свети свети Кирил и Методий“.

## Храмове в България
В България има над 60 храма в чест на свети Йоан Кръстител – енорийски черкви, параклиси, манастири и манастирски храмове. Те носят наименованията Йоан Кръстител, Йоан Предтеча или рождение на Йоан Кръстител.
Сред манастирите и манастирските храмове са:
- Градешки манастир „Св. Йоан Предтеча“ – към Врачанска епархия на Българската православна църква-Българска патриаршия[8];
- Лопушански манастир „Св. Йоан Предтеча“ – към Видинска епархия на БПЦ;
- Жаблянски манастир „Св. Йоан Предтеча“ – към Софийска епархия на БПЦ;
- Кърджалийски манастир „Св. Йоан Предтеча“ – към Пловдивска епархия на БПЦ;
- Манастир „Св. Йоан Предтеча“ – до търновското село Росица, в строеж[9];
- Манастирски параклис „Св. Ян - Рождество на св. Йоан Предтеча“ – намира се в Асеновград, принадлежи на Бачковския манастир[10];
- Манастирски параклис „Св. Йоан Предтеча“ – намира се преди входа на Бачковския манастир[10];
- Манастирски скит „Св. Йоан Предтеча“ – принадлежи на Троянския манастир, намира се след село Черни осъм;
- Манастирски параклис „Св. Йоан Предтеча“ – към Рилския манастир;
- Храм с костница „Св. Йоан Предтеча“ – към Роженски манастир, Неврокопска епархия на БПЦ;

Черкви в чест на свети Йоан Кръстител има в следните населени места: Баланите, Белица, Бобешино, Бистрица, Брацигово, Брезе, Брусен, Винище, Върбово, Габрово, Глушник, Голеш, Горица, Горна Василица, Горно Хърсово, Дединци, Житосвят, Казанлък, Каменик, Карабунар, Козяк, Куртово, Малко шарково, Малоградец, Мелник, Петково, Първомай, Разделна, Радово, Резово, Росеново, Ръжена, Славотин, Сбор, Смилец, Синеморец, София, Томпсън, Церова кория, Шумен, Юнак, Яново
Параклиси в чест на свети Йоан Кръстител има в следните населени места: Варна, Долна Диканя, Момчиловци, Обзор, Орехово, Павелско, Руен, Севлиево, Смолян.

## Именици
На Ивановден имен ден имат всички, които носят имената Иван, Иво, Йоан, Йоана, Йоанна, Иванка, Ивана, Ива, Ивайло, Ваньо, Ванчо, Ивелин, Ивелина, Калоян, Йонко, Жана, Яна, Ян, Ивона и др.